# 木島安史
木島 安史（きじま やすふみ、1937年5月9日 - 1992年4月27日）は、日本の建築家。木島安史＋YAS都市研究所 計画・環境建築で、多くの建築作品を残した人物。また、大学教授として人材育成にもあたった。朝鮮黄海道海州市生まれ。
1962年 早稲田大学理工学部建築学科卒業。1962年からトロハ研究所。1966年 早稲田大学大学大学院修了。丹下健三都市建築設計研究所入所。1967年、エチオピアハイレシェラシェI世大学講師。1970年、相田武文とYAS都市研究所 計画・環境建築を設立。1971年、熊本大学に招かれる。1980年 熊本大学工学部教授。1991年 千葉大学工学部教授。熊本では両角光男、東京では橋本文隆と組んで活動した。杉本洋文などの建築家を育成した。
主な作品に孤風院、埼玉県立長瀞青年の家、小国町立西里小学校、上無田松尾神社、上無田公民館、熊本県立東稜高等学校 球泉洞森林館、松橋町営築切団地、日本キリスト教団熊本草葉町教会、TOTO AQUAPIT ASO 1993、東陽村石匠館、折尾スポーツセンター、寿狸庵など。受賞歴は、1965年日本建築学会賞、1991年村野藤吾賞受賞など。
著書に、「孤風院」白書―住居に変身した明治の講堂 (住まい学大系、1991年）カイロの邸宅 アラビアンナイトの世界（丸善）、など。